# Ormocarpopsis calcicola
Ormocarpopsis calcicola là một loài rau đậu thuộc họ Fabaceae.
Loài này chỉ có ở Madagascar.